# Pantāga
Pantāga és un plat tradicional de la gastronomia de Letònia que conté ou i espècies. Simbòlicament representa el sol, sovint es prepara especialment per Pasqua de Resurrecció. Es cou en una llar de foc o a l'aire lliure, per regla general en una espècie de paella de ferro colat i amb mànec llarg. Les clares d'ou i els rovells es baten a la mateixa paella amb espècies, produint una forma d'ou remenat. Tanmateix, també és comú cuinar-ho en un forn de microones.